# 雲仙市立愛野中学校
雲仙市立愛野中学校（うんぜんしりつ あいのちゅうがっこう）は、長崎県雲仙市愛野町乙にある公立中学校。略称は「愛中」。

## 概要
歴史
1947年（昭和22年）の学制改革の際に新制中学校として創立。2012年（平成24年）に創立65周年を迎えた。
校訓
「志が人生を創る」
学校教育目標
「心の豊かさ、心身のたくましさ」
校章
「中」の文字を図案化したもの背景にして、中央に校名の「愛野」の文字（縦書き）を置いている。
校歌
1953年（昭和28年）に制定。作詞は島内八郎、作曲は伊藤英一による。歌詞は3番まであり、各番に校名の「愛野」が登場する。
校区
雲仙市愛野地区（旧・愛野町）全域。小学校区は雲仙市立愛野小学校。

## 沿革
- 1947年（昭和22年）4月1日 - 学制改革（六・三制の実施）が行われる。
  - 愛野村国民学校の初等科が改組され、「愛野村立愛野小学校」となる。
  - 愛野村国民学校の高等科が青年学校の普通科とともに改組され、新制中学校「愛野村立愛野中学校」が発足。小学校に併設。初代校長は西本稔盛。
- 1949年（昭和24年）4月1日 - 愛野町の発足により、「愛野町立愛野中学校」に改称。
- 1950年（昭和25年）- 校舎を焼失。
- 1951年（昭和26年）- 2階建て校舎・講堂が完成。
- 1953年（昭和28年）- 校歌を制定。
- 1957年（昭和32年）- 大水害により、床上浸水となる。
- 1966年（昭和41年）- 寺之尾地区（現在地）に新校舎が完成。
- 1971年（昭和46年）- 体育館が完成。
- 1991年（平成3年）- パソコン室が完成。
- 2005年（平成17年）10月11日 - 雲仙市の発足により、「雲仙市立愛野中学校」（現校名）に改称。

## 交通
最寄りの鉄道駅は島原鉄道島原鉄道線の愛野駅、最寄りのバス停は島鉄バスの愛野中学校下バス停である。
最寄りの国道として国道57号（島原街道）が通過しており、近隣に浜口交差点がある。

## 周辺
- 雲仙市役所 愛野総合支所（旧・愛野町役場）
- 雲仙市立愛野小学校
- 小さき花の幼稚園
- 愛野郵便局
- 長崎県警察雲仙警察署愛野交番
- 十八親和銀行愛野支店
- JA島原雲仙愛野支店
- 雲仙市地域包括支援センター